# Palaeoniscum
Palaeoniscum es un género extinto de peces de la familia Palaeoniscidae. Fue descrito por Henri Marie Ducrotay de Blainville en 1818.

## Especies
- Palaeoniscum angustum (Rzehak, 1881)
- Palaeoniscum antipodeum (Egerton, 1864)
- Palaeoniscum antiquum Williams, 1886
- Palaeoniscum arenaceum Berger, 1832
- Palaeoniscum capense (Bloom, 1913)
- Palaeoniscum comtum (Agassiz, 1833)
- Palaeoniscum crassum (Woodward, 1908)
- Palaeoniscum daedalium Yankevich y Minich, 1998
- Palaeoniscum devonicum Clarke, 1885
- Palaeoniscum elegans (Sedgwick, 1829)
- Palaeoniscum freieslebeni de Blainville, 1818
- Palaeoniscum hassiae (Jaekel, 1898)
- Palaeoniscum kasanense Geinitz y Vetter, 1880
- Palaeoniscum katholitzkianum (Rzehak, 1881)
- Palaeoniscum landrioti (le Sauvage, 1890)
- Palaeoniscum longissimum (Agassiz, 1833)
- Palaeoniscum macrophthalmum (McCoy, 1855)
- Palaeoniscum moravicum (Rzehak, 1881)
- Palaeoniscum promtus (Rzehak, 1881)
- Palaeoniscum reticulatum Williams, 1886
- Palaeoniscum scutigerum Newberry, 1868
- Palaeoniscum vratislavensis (Agassiz, 1833)